# Hugh Norris Trail
Le Hugh Norris Trail est un sentier de randonnée américain dans le comté de Pima, en Arizona. Protégé au sein du parc national de Saguaro et de la Saguaro Wilderness, il conduit au sommet des monts Tucson, le pic Wasson.